# Fort Walton Beach
Fort Walton Beach é uma cidade localizada no estado americano da Flórida, no condado de Okaloosa. Foi incorporada em 1941.

## Geografia
De acordo com o United States Census Bureau, a cidade tem uma área de 21,4 km², onde 19,4 km² estão cobertos por terra e 2 km² por água.

### Localidades na vizinhança
O diagrama seguinte representa as localidades num raio de 8 km ao redor de Fort Walton Beach.

## Demografia
Segundo o censo nacional de 2010, a sua população é de 19 507 habitantes e sua densidade populacional é de 1 006,9 hab/km². É a localidade mais densamente povoada do condado de Okaloosa. Possui 9 592 residências, que resulta em uma densidade de 495,1 residências/km².

## Geminações
- Cidade Quezon, Grande Manila, Filipinas [5]